# Erik Pettersson (tyngdlyftare)
Erik Albert Pettersson, född 18 maj 1890 i Nyköping, död 4 april 1975 i Stockholm, var en svensk tyngdlyftare. Han blev olympisk bronsmedaljör i 82,5 kg-klassen i Antwerpen 1920.
Erik Pettersson är begravd på Skogskyrkogården i Stockholm.